# Gymnorhadinorhynchidae
Gymnorhadinorhynchidae  zijn een familie van haakwormen. De wetenschappelijke naam van de familie werd voor het eerst geldig gepubliceerd in 2014 door Braicovich, Lanfranchi, Farber, Marvaldi, Luque en Timi.

## Taxonomie
De volgende taxa worden bij de familie ingedeeld:
- Geslacht Gymnorhadinorhynchus Braicovich, Lanfranchi, Farber, Marvaldi, Luque & Timi, 2014
  - Gymnorhadinorhynchus decapteri Braicovich, Lanfranchi, Farber, Marvaldi, Luque & Timi, 2014
  - Gymnorhadinorhynchus mariserpentis Steinauer, Garcia-Vedrenne, Weinstein & Kuris, 2019